# کوسه (شاهین‌دژ)
کوسه روستایی از دهستان چهاردولی، بخش کشاورز، شهرستان شاهین‌دژ، استان آذربایجان غربی در ۲۹ کیلومتری شرقی شاهین دژ قرار دارد.
جمعیت این روستا در سال ۱۳۸۵، برابر با ۱۱۶ نفر و ۲۹ خانوار بوده‌است